# Amphiscepa nana
Amphiscepa nana är en insektsart som först beskrevs av Melichar 1906.  Amphiscepa nana ingår i släktet Amphiscepa och familjen sköldstritar. Inga underarter finns listade i Catalogue of Life.